# 青岛师范学校
36°09′02.5″N 120°25′05.8″E / 36.150694°N 120.418278°E
山东省青岛师范学校，通称“李村师范”，是位于中华人民共和国山东省青岛市李沧区九水路176号的一所中等师范学校，其前身为建于1930年的青岛市市立李村初级中学，1936年改名青岛市市立李村师范学校，抗日战争期间一度停办，1951年改名山东省青岛师范学校，2014年并入青岛艺术学校。

## 校史
青岛李村地区历史上曾有多所师范学校。1914年日军占领青岛后，为培养日语教师，创办创办李村特科师范，招收私塾教师，学制2年，毕业后分配至各校任日语教师或翻译，仅办一班即停办。1922年青岛回归以后，地方士绅曾于1924年在李村开办私立师范讲习所，学制2年，学生30余人。1926年，因军阀混战军警闯入讲习所，致所长被杀，同年该所因经费拮据停办，仅毕业1届学生。

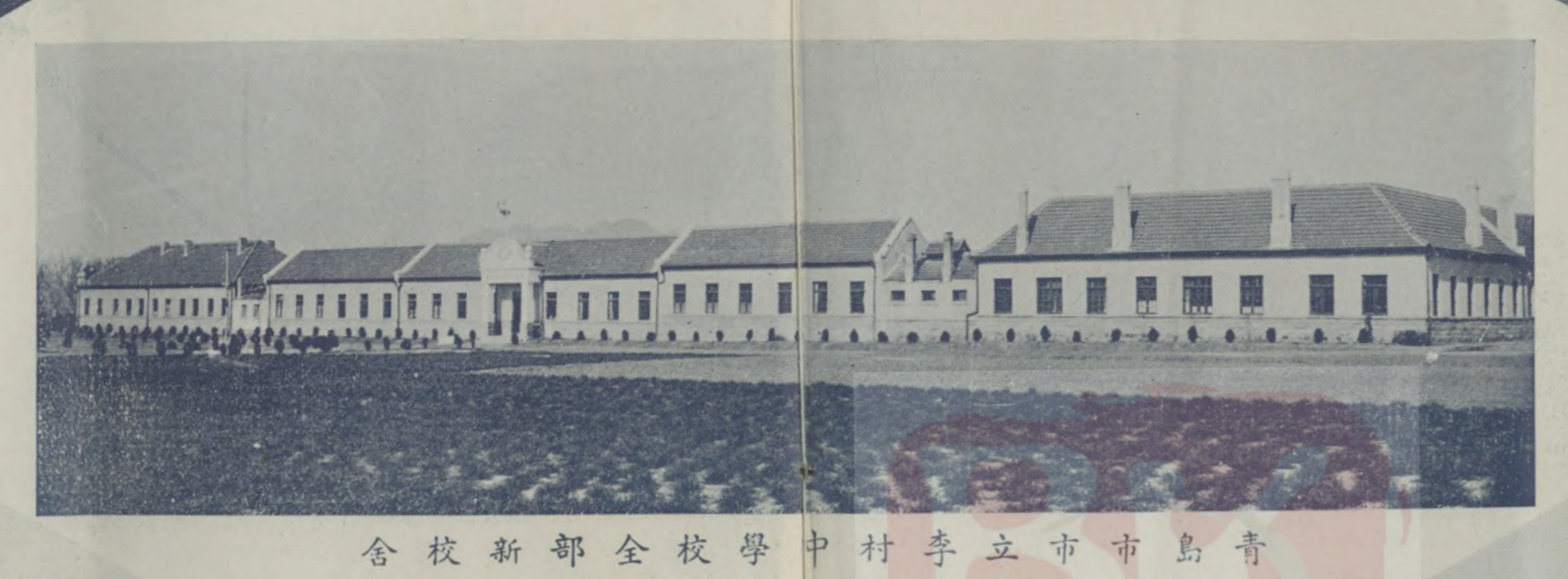
李村中学校舍旧影

1930年11月14日，青岛市政府创办青岛市市立李村初级中学，招收普通初中班学生95名，学制3年，为当时青岛市郊唯一一处中学。该校最初借用李村小学、李村普济分院、国民党区党部房舍，1931年从李村农林分所农场（今青岛市农科院）西南划地14.21亩新建校舍，1932年10月初步建成，之后数次扩建，由农林分所增拨土地8亩9分，1934年春全部竣工。1932年，该校有普通初中班5个，学生210人。同年8月增设乡村师范班、师范速成班各1个，乡村师范班招收小学毕业生，学制4年，师范速成班学制1年，学生共83人。当年该校共有7个班，学生293人，教职员30人。同年秋改名青岛市市立李村中学。1933年，该校开设后期师范班，将原设于市立中学的师范科并入，招收初中毕业生，学制3年。1936年秋，该校改名青岛市市立李村师范学校，成为中等师范专业学校。
1937年全面抗战爆发后，李村师范停课。当年12月青岛市政府撤离前夕实行“焦土抗战”政策，将台柳路两侧包括李村师范在内的所有公共设施焚毁。1938年1月日军第二次占领青岛后，李村师范校舍被日军占为兵营。有资料提及，1938年5月15日，日伪控制的华北农事试验场接收青岛李村农事试验场及李村师范，开设青岛支场。1944年，崂山国民党李先良部（青岛保安总队）在崂山东部晓望村成立青岛市市立简易乡村师范学校。1945年抗战结束后，李先良部接收青岛市区，简易乡村师范学校于1946年4月迁至李村师范校址，6月复名青岛市市立李村师范学校。1949年，该校有11个教学班，学生近500人，教师39人。1949年青即战役前夕，包括校长王桂浑在内的师生反对学校南迁，并成立护校委员会、纠察队武装保护学校免遭战火破坏。6月2日，该校师生在李村欢迎解放军先头部队入城。
1949年，该校改名青岛市市立师范学校。1950年改称山东省省立青岛师范学校。1951年改称山东省青岛师范学校。1961年，青岛工读师范专科学校和青岛师范专科学校先后撤销并入该校。1962年原青岛幼儿师范学校撤销并入。1966年文革开始后，该校一度停止招生，教学秩序遭到破坏。1967年以后历届学生多以推荐方式入学（包括1972年至1976年的工农兵学员），学制1年至2年半不等，较文革以前的3年学制有所缩短。1977年起，该校恢复考试招生制度，1978年所招七七级新生大多为高中毕业，培养目标初定为初中教师，学制2年。同年秋新招学生分高中毕业与初中毕业两部分，培养目标一律为小学教师，不再实行分科学习，高中班修业2年，初中班修业3年。1981年起，该校恢复从初中毕业生中招收新生，培养目标为小学教师，学制3年，重新走上正规中等师范学校轨道。1992年，该校由国家教委确定为全国首批培养专科程度小学教师试点学校。2002年，该校有30个教学班，全部为5年制大专（中师3年、大专2年），在校生1213人，教职工133人。
该校拥有“全国语言文字规范化示范学校”、“山东省规范化学校”、“山东省艺术教育示范学校”、“青岛市教育改革十面红旗学校”等荣誉称号。自建校起约80年内，该校已有17000名学生毕业，为青岛市、胶东地区及山东内地输送了大批中小学教师人才。2009年，山东省要求教师三级培养（中师培养小学教师，专科培养初中教师，本科培养高中教师）制度向两级培养过渡，取消中师层次的小学教师培养，今后不再接收中专层次人员进入教育岗位。因此，青岛师范学校自2010年起停止招收师范生，2014年最后一届在校生毕业后并入青岛艺术学校。现该校原校址为青岛艺术学校所使用。

## 校舍
李村师范学校旧址建于1930年代，占地面积4342.8平方米，平面为“日”字形两进四合院落，砖木结构平房，红瓦坡屋顶，院内环绕木制回廊。1997年曾拆除部分房屋，现存房屋曾为校史馆。院内存一1934年6月所立建校纪念碑，通高228厘米，宽87厘米，厚19厘米。2011年12月26日，建校纪念碑列入第二批李沧区文物保护单位。2017年3月9日，青岛市立李村师范学校旧址列入李沧区第一批一般不可移动文物。
2014年撤并以前，青岛师范学校校舍占地面积56万平方米，建筑面积35万平方米，除1930年代旧校舍外，曾于1985至1988年新建教学大楼、阶梯教室、教工宿舍楼、音乐楼等，1997至2000年由市政府、市教委及学校三方筹资进行校舍改造及环境美化。
青岛师范学校校园内原有一处砖木结构单层建筑，占地面积114.31平方米，花岗岩砌基，黄色水刷墙面，红瓦坡屋顶，室内木地板。该建筑被认为是德华大学农科实习地旧址，曾为李村农事实验场、青岛市农科所使用，后为青岛师范学校体育器材室，第三次全国文物普查期间列为新发现不可移动文物，约2016年校舍改造时拆除。